# Santa Maria della Scala
Santa Maria della Scala je barokní kostel Panny Marie v Trastevere v Římě.

## Historie
Kostel byl postaven mezi lety 1593–1610 pro ikonu Madony, která měla – umístěná na schodiště (italsky scala) sousedního domu – zázračně uzdravit dítě. V roce 1597 byl rozestavěný kostel přidělen řádu karmelitánům. Fasáda kostela byla dokončena 1624.
Kostel je postaven na půdorysu řeckého kříže se třemi postranními kaplemi. Uvnitř se nachází baldachýn od architekta Carla Rainaldiho a obraz Stětí Jana Křtitele od nizozemského malíře Gerarda van Honthorsta.
Kostel Santa Maria della Scalla, vycházející z della Portova jezuitského chrámu Il Gesù, se stal spolu s Madernovým Santa Maria della Vittoria vzorem pro barokní karmelitánské kostely. Průčelí kostela se promítlo taktéž do vzhledu pražského kostela P. Marie Vítězné.

## Kardinálové ochránci

### Santa Maria Nuova
- Pagano (1088 nebo později – 1101)
- Teobaldo (asi 1102 – 1121)
- Aimerico, C.R.L. (1121 – 1143)
- Giovanni, kanovník řádu sv. Fridricha (17. prosince 1143 – 1153)
- Giovanni Pizzuti, C.R.S.V.P. (prosinec 1155 – 1157)
- Girolamo, kanovník řádu sv. Fridricha (1164 – před 1177)
  - Lanfredo (1166 – asi 1168), pseudokardinál vzdoropapeže Paschala III.
- Matteo, kanovník (březen 1178 – 1182)
- Albino da Milano, C.R. S. Maria di Crescenziano (1182 – 1185)
- Bernardo, kanovník řádu sv. Fridricha (12. března 1188 – 1193)
- Pietro Valeriano Duraguerra (17. prosince 1295 – 17. prosince 1302)
- Raymond de Got (15. prosince 1305 – 26. června 1310)
- Guillaume de Farges (19. prosince 1310 – 5. října 1346)
- Pierre Roger de Beaufort (29. května 1348 – 30. prosince 1370, zvolen papežem)
- Ludovico di Capua (18. září 1378 – 1380)
  - Amedeo di Saluzzo (nebo de Saluces) (23. prosince 1383 – 28. června 1419), pseudokardinál vzdoropapeže Klementa VII.
- Marino Bulcani (20. listopadu 1385 – 8. srpna 1394)
- Giacopo del Torso (9. května 1408 – 1413)
  - Giacomo Isolani (? 1420 – 9. února 1431), pseudokardinál vzdoropapeže Jana XXIII.
- Neobsazeno (1431 – 1440)
- Pietro Barbo (1. července 1440 – 16. června 1451)
- Neobsazeno (1451 – 1461)
- Francesco Gonzaga (2. dubna 1462 – 21. října 1483)
- Giovanni Arcimboldi (15. listopadu 1483 – 2. října 1488)
- Giambattista Orsini (23. března 1489 – 27. února 1493)
- Cesare Borgia (23. září 1493 – 18. srpna 1498)
- Raymond Peraudi, O.E.S.A., titul pro illa vice (29. dubna 1499 – 5. září 1505)
- Francisco Lloris y de Borja (17. prosince 1505 – 22. července 1506)
- Sigismondo Gonzaga (16. prosince 1506 – 3. října 1525)
- Ercole Gonzaga (5. května 1527 – 6. července 1556); titul pro illa vice (6. července 1556 – 2. března 1563)
- Federico Gonzaga (asi 4. března 1563 – 21. února 1565), titul pro illa vice
- Ippolito II. d'Este (13. dubna 1565 – 2. prosince 1572)
- Filippo Guastavillani (14. července 1574 – 8. listopadu 1577)
- Ondřej Rakouský (11. prosince 1577 – 12. listopadu 1600)
- Alessandro d'Este (15. listopadu 1600 – 11. ledna 1621)
- Maurizio di Savoia (17. března 1621 – 19. dubna 1621)
- Ippolito Aldobrandini (17. května 1621 – 16. března 1626)
- Marzio Ginetti (6. října 1627 – 6. února 1634)
- Neobsazeno (1634 – 1642)
- Giulio Gabrielli (10. února – 10. listopadu 1642)
- Virginio Orsini, O.B.E. (10. listopadu 1642 – 14. března 1644)
- Rinaldo d'Este (28. listopadu 1644 – 12. prosince 1644)
- Giancarlo de' Medici (1645 – 1656)
- Diakonie zrušena v roce 1661

### Santa Maria della Scala
- Paolo Savelli (únor 1664 – leden 1669)[2]
- Buonaccorso Buonaccorsi (květen 1670 – duben 1678)[2]
- Giovanni Francesco Ginetti (září 1681 – leden 1682)[2]
- Johannes Walter Sluse (září 1686 – červenec 1687)[3]
- Rinaldo d'Este (prosinec 1688 – březen 1695)
- Domenico Tarugi (leden 1696 – prosinec 1696)
- Neobsazeno (1696–1706)
- Carlo Colonna (červen 1706 – květen 1715)[4]
- Neobsazeno (1715–1724)
- Alessandro Falconieri (1724–1734)[5]
- Luis Antonio Jaime de Borbón y Farnesio (prosinec 1735 – 18. prosince 1754)
- Neobsazeno (1754–1766)
- Saverio Canale (prosinec 1766 – březen 1773)
- Neobsazeno (1773–1777)
- Gregorio Salviati (červenec 1777 – září 1780)
- Neobsazeno (1780–1789)
- Filippo Campanelli (srpen 1789 – listopad 1790)
- Neobsazeno (1790–1800)
- Luis María de Borbón y Vallabriga, pro hac vice (říjen 1800 – březen 1823)
- Neobsazeno (1823–1843)
- Paolo Mangelli Orsi (leden 1843 – únor 1844)
- Neobsazeno (1844–1853)
- Prospero Caterini (březen 1853 – říjen 1881)
- Pietro Lasagni (březen 1882 – duben 1885)
- Augusto Theodoli (červen 1886 – červen 1892)[6]
- Girolamo Maria Gotti, OCD (prosinec 1895 – březen 1916)
- Neobsazeno (1916–1921)
- Camillo Laurenti (červen 1921 – září 1938)
- Neobsazeno (1938–1946)
- José María Caro Rodríguez (květen 1946 – prosinec 1958)
- Julius August Döpfner (prosinec 1958 – červenec 1976)
- Neobsazeno (1976–1994)
- Carlos Oviedo Cavada, OdeM (listopad 1994 – prosinec 1998)
- Nguyễn Văn Thuận (únor 2001 – září 2002)
- Stanisław Nagy (říjen 2003 – červen 2013)
- Ernest Simoni (listopad 2016 – současnost)